# 助任本町
助任本町（すけとうほんちょう）は、徳島県徳島市の町名。現行行政地名は助任本町一丁目から助任本町七丁目。2024年12月現在の徳島市の調査による人口は1,261人、世帯数は639世帯。郵便番号は〒770-0816。

## 地理
徳島市の北東部に位置し、渭北地区に属する。南は助任川に面しており、北は吉野川堤で限られる。南から北へ一丁目から七丁目と細長く分布。住宅地域で一丁目から四丁目までは商業地、五丁目から七丁目までは主に住宅地として利用される。六丁目には日本キリスト教団徳島北教会や蜂須賀家の守護神である日枝神社が置かれる。

### 河川
- 吉野川
- 助任川
- 興源寺川

## 歴史
元は助任町・下助任町・前川町の各一部で、昭和17年に現在の町名となった。当町は第二次世界大戦前から一丁目から七丁目まで約1,200mに及ぶ一直線の道路が敷かれていた。かつては一丁目から三丁目までを表丁、このすぐ東通りを裏ノ丁といい、この一円が助任町と呼ばれる所である。四丁目から七丁目までは大岡本丁といい、武家屋敷が並んでいた。七丁目は御鉄砲町とも言われ、鉄砲組が住んで北方の防備に当たった。この直線道路は撫養本道と言われ、堤防外の中州から対岸の川内町鈴江と別宮に向けて、二航路の渡船が出ていた。

## 施設
- 徳島少年鑑別所
- 助任診療所
- 助任郵便局
- ヒルサイドクラブ迎賓館徳島
- 日枝神社
- 日本キリスト教団徳島北教会

## 交通

### バス
徳島バス・徳島市営バス
- 助任本町

### 道路
- 国道11号（吉野川バイパス）
- 徳島県道39号徳島鳴門線